# フィアナ騎士団
フィアナ騎士団（フィアナきしだん、英語：Fiana）は、ケルト神話に登場する騎士団。アイルランドの伝説でフィアナ騎士団といえばエリン（アイルランドの古い呼び名）の上王コーマック・マック・アートに仕えたフィアナ・フィン、すなわちフィン・マックールが団長を務めた集団を指す。「フィアナ」とはアイルランド語で「兵士」を意味する。
クー・フーリンが活躍したアルスター伝説のさらに300年後の伝説と、フィン物語群では語られている。
フランスの武勲詩ローランの歌に登場する十二勇士、アーサー王率いる円卓の騎士の原型であるとされる。

## 主な騎士団員
団員たちは全員、母親がダーナ神族だとされる。
- フィン・マックール - 騎士団長。ヌアザの孫娘マーナと先代のフィアナ騎士団長クールの息子。生来の名はディムナだったが、金髪で肌が美しいことからフィン（「金色の髪」の意）と称されるようになった。
- オシーン -　フィンの息子。優れた狩人にして天賦の才に恵まれた詩人。その名は「若鹿」を意味する。常若の楽園（ティル・ナ・ノーグ）へと赴き、異界の王として3年を過ごす。だが、その間に地上では300年の月日が流れていたため、彼は帰郷した途端に朽ちた老人になってしまった。
- オスカー (アイルランド神話) - オシーンの息子。勇猛果敢で知られる戦士。ディルムッドとは固い友情で結ばれており、彼を見殺しにしたフィンを非難する。ガウラの戦いでケルブレを討ち取るが、同時にその時の傷が致命傷となり命を落とす。
- ゴル・マック・モーナ - 隻眼の戦士。ゴルは一つ眼の意。フィンの父であるクールを討ち取り、団長の座に座るが、コーマック王の命令によりフィンに座を譲る。フィンにとっては仇であるが、当の本人は彼を配下として重用した。
- コナン・マウル - ゴルの兄弟。別名のマウルは禿頭の意。皮肉屋で肥満体、さらに貪欲な男だが、戦いからは決して逃走しなかったという。フィンへの忠誠心も高く、識者としてフィンに的確な助言をする側近として仕えた。
- ディルムッド・オディナ -騎士団最強の戦士。美貌の持ち主で、愛と美を司る神にして妖精王オェングスを育ての親に持つ。最期はフィンに殺されたも同然の悲劇的な死を迎える。
- キールタ・マック・ロナン - フィンの甥。俊足の持ち主で竪琴の名手。動物と心を通わせることができ、雄弁に優れていたとされる。最期はガブラの戦いで戦死した。
- ディアリン・マクドバ - フィンとディルムッドの親友。予知や千里眼の能力を持つ。その秀でた力はフィンとディルムッドの仲違いを招いてしまった。
- ルガイド - 強き手の異名を持つ魔術師にして戦士。フィンの甥。海神マナナン・マクリルの娘オイフェの恋人。
- リア・ルケア - アイルランド語で灰色の蜥蜴（Gray of Luachair）の意。見るもおぞましい巨体の戦士。騎士団の出納係で宝物庫を預かる番人。彼の蛮行に耐えかねたフィンによって殺された。
- クレードネ

## 騎士団の終焉
二人目の妻マニーサと死別した老雄フィンは、新たな妻としてグラーニャを迎え入れるが、彼女には仲間であったディルムッドと駆け落ちされる。後に和解するもフィンはディルムッドを許し切れず、彼を死に追いやったことで、晩年には配下との間に深い溝を作ることとなる。
コーマック王の息子で王座を継いだケルブレは、強大になりすぎたフィアナ騎士団の排除を目論み、その戦いの中でフィンは五人の敵兵に槍で貫かれ戦死した。
この戦いでフィアナ騎士団も壊滅したという。
幼少期から老年に至るまで活躍するフィンの伝説は再話され、民話などで多くの変化を見せている。
その死についても、禁忌を破ったためボイン川で溺死したとも、アイルランドに危険が迫るまで眠り続けているという、アーサー王とアヴァロンの伝承を思わせる伝説も残っている。
巨人フィンとしての伝説もあり、アイルランド北部の海岸には六角形の石柱の連なる景観が広がる「巨人の石道」という場所があるが、これは巨人フィンが造ったといわれており、現在では世界遺産に登録されている。

## 注
1. ↑  リース 2001, p. 668.